# Śniadowo (Mrągowo)
Śniadowo (auch: Żniadowo, deutsch Schniodowen, 1938 bis 1945 Schniedau) ist ein Ort in der polnischen Woiwodschaft Ermland-Masuren und gehört zur Gmina Mrągowo (Landgemeinde Sensburg) im Powiat Mrągowski (Kreis Sensburg).

## Geographische Lage
Śniadowo liegt am Ostufer des Ixtsees (polnisch Jezioro Juksty) in der östlichen Mitte der Woiwodschaft Ermland-Masuren, fünf Kilometer östlich der Kreisstadt Mrągowo (Sensburg).

## Geschichte
Der kleine vor 1785 Sniodowen, vor 1818 Smiodowen, vor 1912 Schniedowen genannte Ort bestand ursprünglich nur aus ein paar kleinen Gehöften. Zwischen 1874 und 1945 war er in den Amtsbezirk Muntowen (polnisch Muntowo) eingegliedert, der – 1938 in „Amtsbezirk Muntau“ umbenannt – zum Kreis Sensburg im Regierungsbezirk Gumbinnen (1905 bis 1945: Regierungsbezirk Allenstein) in der preußischen Provinz Ostpreußen gehörte.
Muntowen (1938 bis 1945: Muntau) war auch Sitz des zuständigen Standesamtes.
Aufgrund der Bestimmungen des Versailler Vertrags stimmte die Bevölkerung im Abstimmungsgebiet Allenstein, zu dem Schniodowen gehörte, am 11. Juli 1920 über die weitere staatliche Zugehörigkeit zu Ostpreußen (und damit zu Deutschland) oder den Anschluss an Polen ab. In Schniodowen stimmten 60 Einwohner für den Verbleib bei Ostpreußen, auf Polen entfielen keine Stimmen.
Im Jahre 1910 zählte Schniodowen 86 Einwohner, im Jahr 1933 waren es 81 und 1939 noch 80. Am 3. Juni (offiziell bestätigt am 16. Juli) 1938 wurde Schniodowen aus politisch-ideologischen Gründen der Vermeidung fremdländisch klingender Ortsnamen in „Schniedau“ umbenannt.
In Kriegsfolge kam der Ort 1945 mit dem gesamten südlichen Ostpreußen zu Polen und erhielt die polnische Namensform „Śniadowo“. Heute gehört das kleine Dorf zum Schulzenamt (polnisch sołectwo) Muntowo (Muntowen, 1938 bis 1945 Muntau) und bildet eine Ortschaft im Verbund der Gmina Mrągowo (Landgemeinde Sensburg) im Powiat Mrągowski, vor 1998 der Woiwodschaft Olsztyn, seither der Woiwodschaft Ermland-Masuren zugehörig.

## Kirche
Bis 1945 war Schniodowen resp. Schniedau ein Dorf im Kirchspiel der Evangelischen Pfarrkirche in Königshöhe (bis 1881: Uszranken, polnisch Użranki) in der Kirchenprovinz Ostpreußen der Kirche der Altpreußischen Union und in die Katholische Pfarrgemeinde St. Adalbert in Sensburg (Mrągowo) im Bistum Ermland.
Nach Użranki ist heute das kirchliche Leben Śniadowos orientiert: zur dortigen evangelischen Kirchengemeinde, einer Filialgemeinde der St.-Trinitatis-Pfarrkirche Mrągowo in der Diözese Masuren der Evangelisch-Augsburgischen Kirche in Polen, als auch zur katholischen Pfarrkirche Użranki im Bistum Ełk (Lyck) der Römisch-katholischen Kirche in Polen.

## Verkehr
Śniadowo liegt an einer Nebenstraße, die von Muntowo (Muntowen, 1938 bis 1945 Muntau) an der polnischen Landesstraße DK 59 (einstige deutsche Reichsstraße 140) entlang des Ixtsees bis nach Kosewo (Kossewen, 1938 bis 1945 Rechenberg) an der Landesstraße DK 16 (Reichsstraße 127) führt. Eine Bahnanbindung besteht nicht.